# Niulan (rivière)
La Niulan (caractères chinois :  牛欄江)   est une rivière qui coule dans les provinces chinoises du  Yunnan et de Guizhou au sud-ouest du pays. C'est un affluent du fleuve  Yangzi Jiang (rive droite). La rivière est longue de 440 kilomètres et son bassin versant a une superficie de 12 430 km². Le débit de la rivière est de 137 m3/s. À la suite du séisme du Yunnan du 3 aput 2014, un glissement de terrain en amon de la centrale hydroélectrique Hongshiyan bloque le cours de la rivière et crée temporairement un lac d'une superficie de 49 km².